# ايكوكروم
ايكوكروم (باليابانية: 無限回廊) وتنطق موغين كايروه (بالإنجليزية: Echochrome)‏ ، هي لعبة فيديو يابانية من نوع ألغاز ، أنتجت سنة 2008م وتعمل لنظامي بلاي ستيشن 3 وبلاي ستيشن بورتبل ، من تتطوير ونشر شركة سوني كمبيوتر إنترتنمنت.